# Palais de Raghadan
Le palais de Raghadan (arabe : قصر رغدان (Qaṣr Raġadān)) est un palais royal situé dans l'enceinte de la cour royale d'Al-Maquar à Amman, en Jordanie. Construite en 1926, la propriété est devenue la résidence du roi Abdallah Ier, qui ordonna ensuite la construction de plusieurs autres palais dans les environs. Le palais est construit dans une architecture islamique traditionnelle, avec des fenêtres en verre coloré inspirées de la mosquée al-Aqsa à Jérusalem.
Le palais de Raghadan est utilisé pour accueillir des réunions avec les chefs d'État en visite et pour d'autres événements cérémoniels, y compris la présentation et l'acceptation des lettres de créance des nouveaux ambassadeurs, et pour les réponses au discours du Trône après l'ouverture officielle du Parlement. En 2006, par exemple, le président George W. Bush y a rencontré le roi Abdallah II.
La construction du palais a coûté 1 600 £ en 1926. Il a été rénové à la fin des années 1980, après un incendie survenu en 1983. Le monarque actuel ne vit pas sur la propriété.
Le palais est gardé par une unité cérémoniale de gardes circassiens, qui patrouillent également dans le palais Basman.

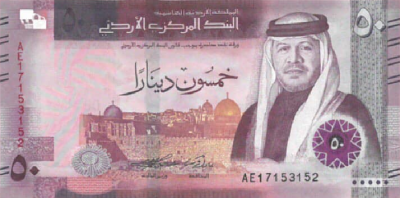
Billet de 50 dinars jordaniens.

Une image du palais apparaît sur les billets de 50 dinars jordaniens.